# فياض فرجوف
فیاض فرجوف (بالروسية:Фараджов Фаяз Касым-оглы) وُلِد في (1921) وتوفي في (19 مايو 1998)، كان جندي سوفيتية أذربيجانية في الجيش الأحمر، قاتل في الحرب العالمية الثانية. شارك في المعركة خاركوف الثانية وجرح في أثناء المعركة.

## سيرة
فرجوف فیاض قاسم أوغلو ولد في عام 1921 في قرية قاسیم‌لی، منطقة لنکران (الآن منطقة ماسال‌لی) من جمهورية أذربيجان الاشتراكية السوفياتية. شارك في دراسة القرآن والإسلام. من أجل عداله، أصبح رجلاً محترماً في قريته الأم.
كان من نسل إراهملي.
في عام 1941 ، دعا ماسالي من قبل المفوضية العسكرية للانضمام إلى صفوف الجيش السوفيتي. من نفس الوقت خدم في واحدة من الوحدات العسكرية في مدينة پروکهلادنی في منطقة روستوف. في السنوات الأولى من الحرب العالمية الثانية (في عام 1942) ، كان فايز فارادجوف، الذي كان في ذلك الوقت في معارك مدينة إزيوم (بالقرب من خاركوف) ، محاطًا، ثم استولى عليه الغزاة الفاشيين الألمان. أثناء إقامته في الأسر، كان في معسكرات أسرى الحرب في مدينتي ستالينو وستيرانس. بعد العثور عليها في غضون 4-5 أشهر إرسالها إلى إيطاليا. نتيجة المعارك في القرم، أصيب في رأسه. 19 نوفمبر 1944 سلمت في القيادة السوفيتية رقم 2909 من قبل القيادة البريطانية. تم إرسال 21 نوفمبر 1944 وفقًا للمرسوم رقم 12 للعمل في حقول الشرق الأقصى. حتى أبريل 1947 كان يعمل في الحقول.
عند عودته إلى قريته الأم، يقدم دروسًا للقرآن، وينشر معلوماته عن الإسلام.
كان يمتلك ثلاث لغات: أذربيجان والروسية والعربية.
في 6 أبريل 1985 ، حصل فايز فارادجوف على وسام الحرب الوطنية من الدرجة الثانية. في 16 مارس 1997 ، تم تقديم فحص الخصخصة لقسم منطقة ماسالي التابع للجنة الملكية الحكومية. بعد مرض خطير طويل، توفي في 19 مايو 1998 في قريته الأم. تم دفنه هناك.

## مرتبة الشرف
.1 ميدالية الانتصار على ألمانيا في الحرب الوطنية العظمى 1941-1945
.2 وسام الذكرى السنوية "30 سنة من الانتصار في الحرب الوطنية العظمى 1941-1945"
.3 وسام الذكرى السنوية "60 عامًا من القوات المسلحة للاتحاد السوفيتي"

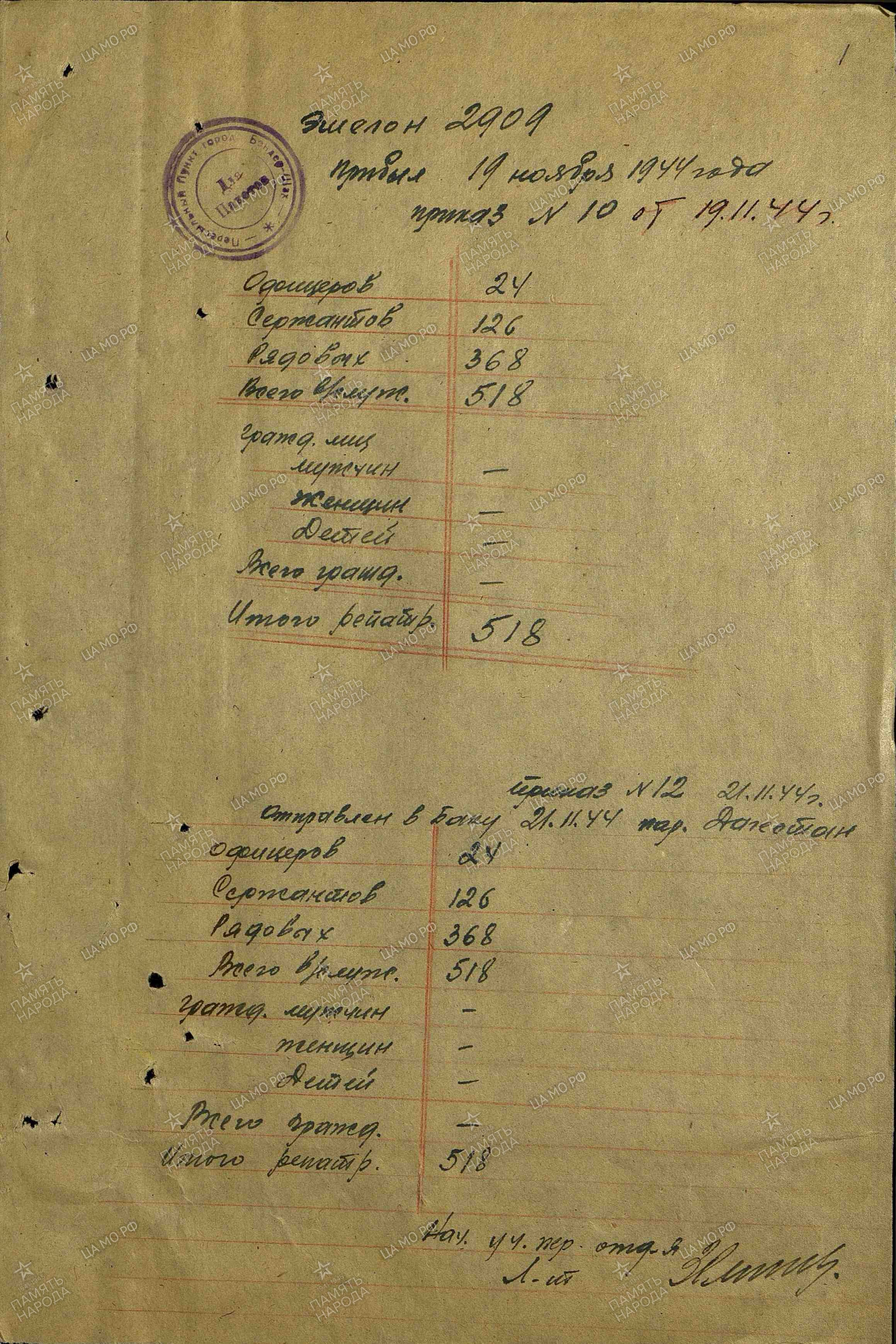
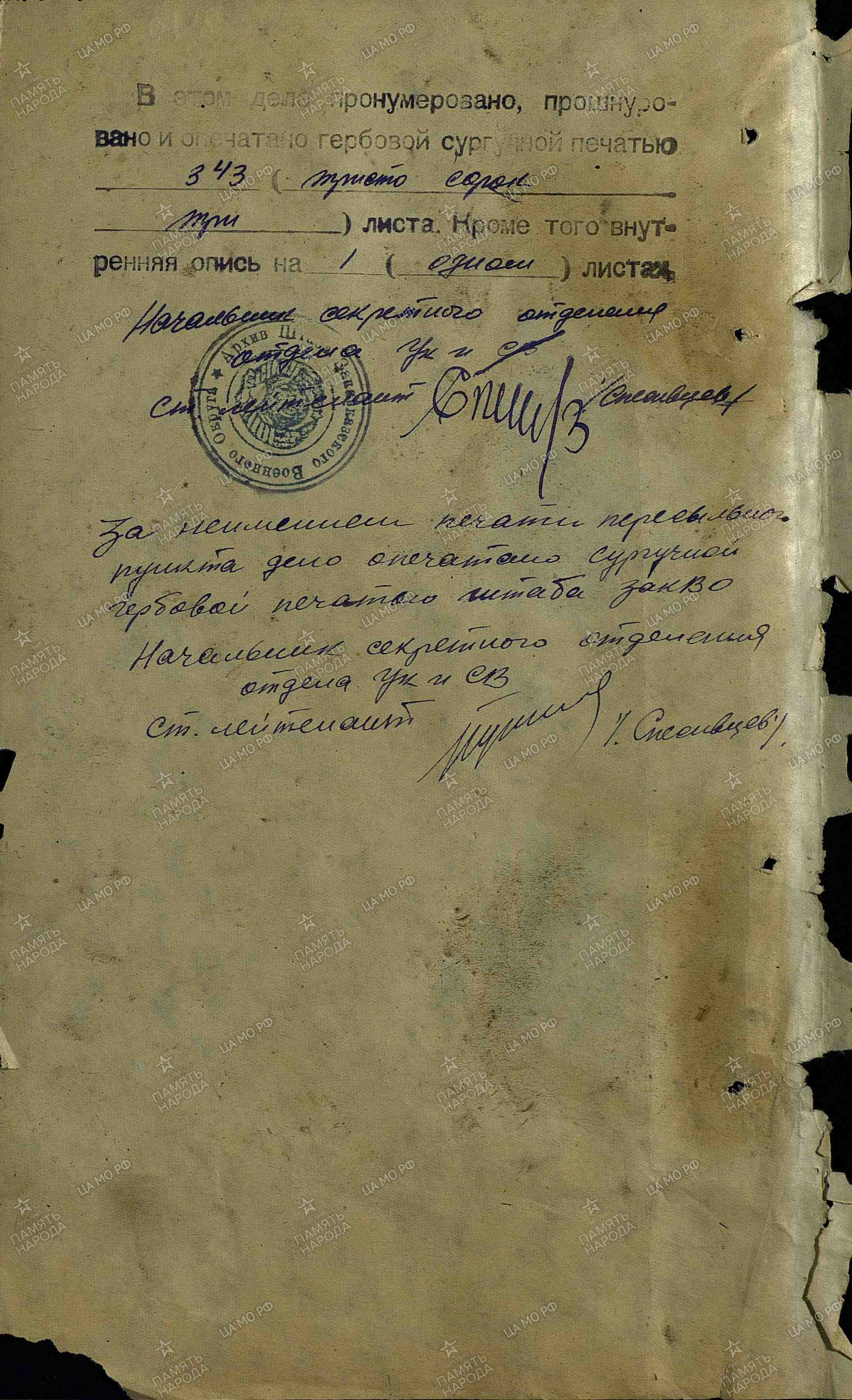
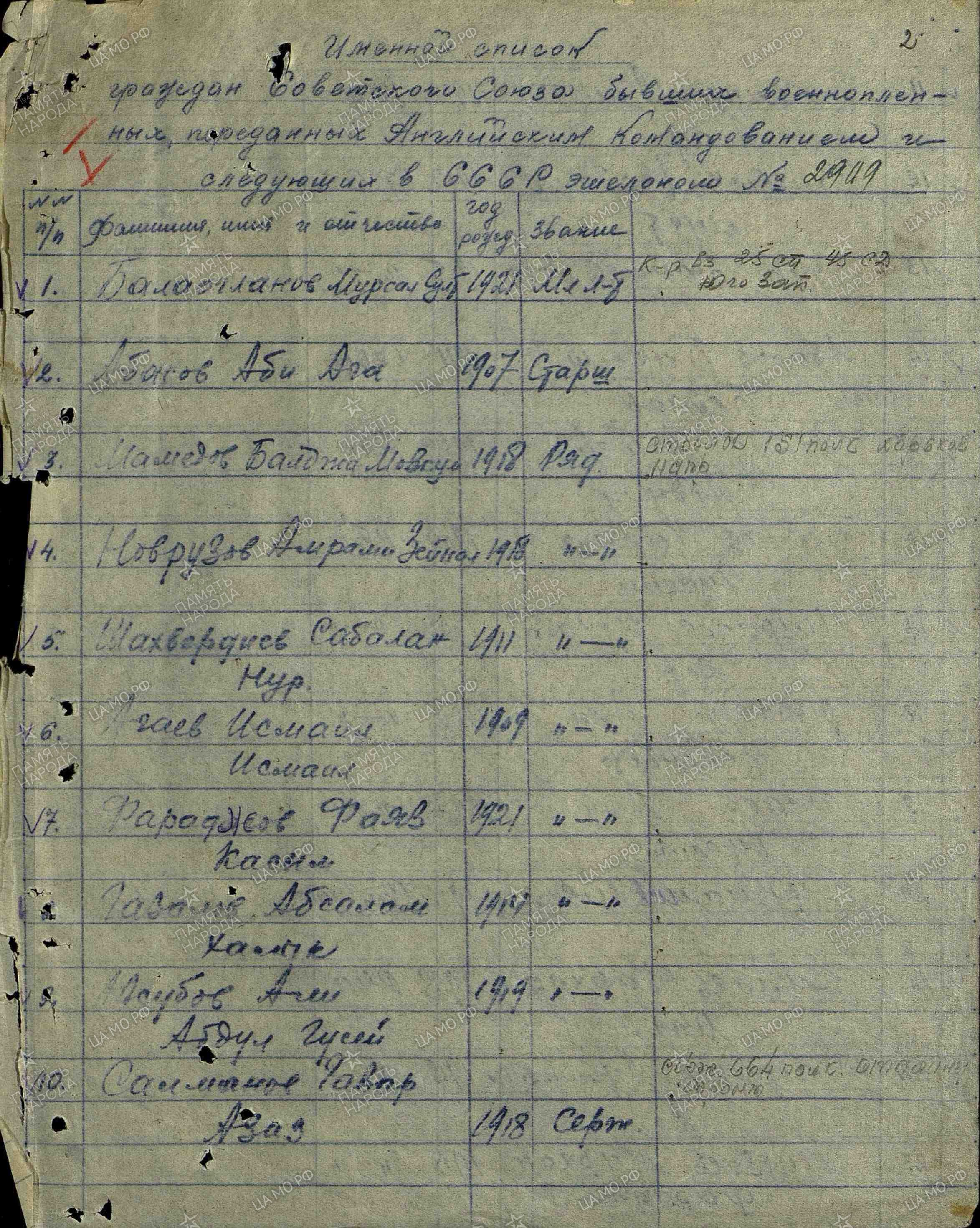
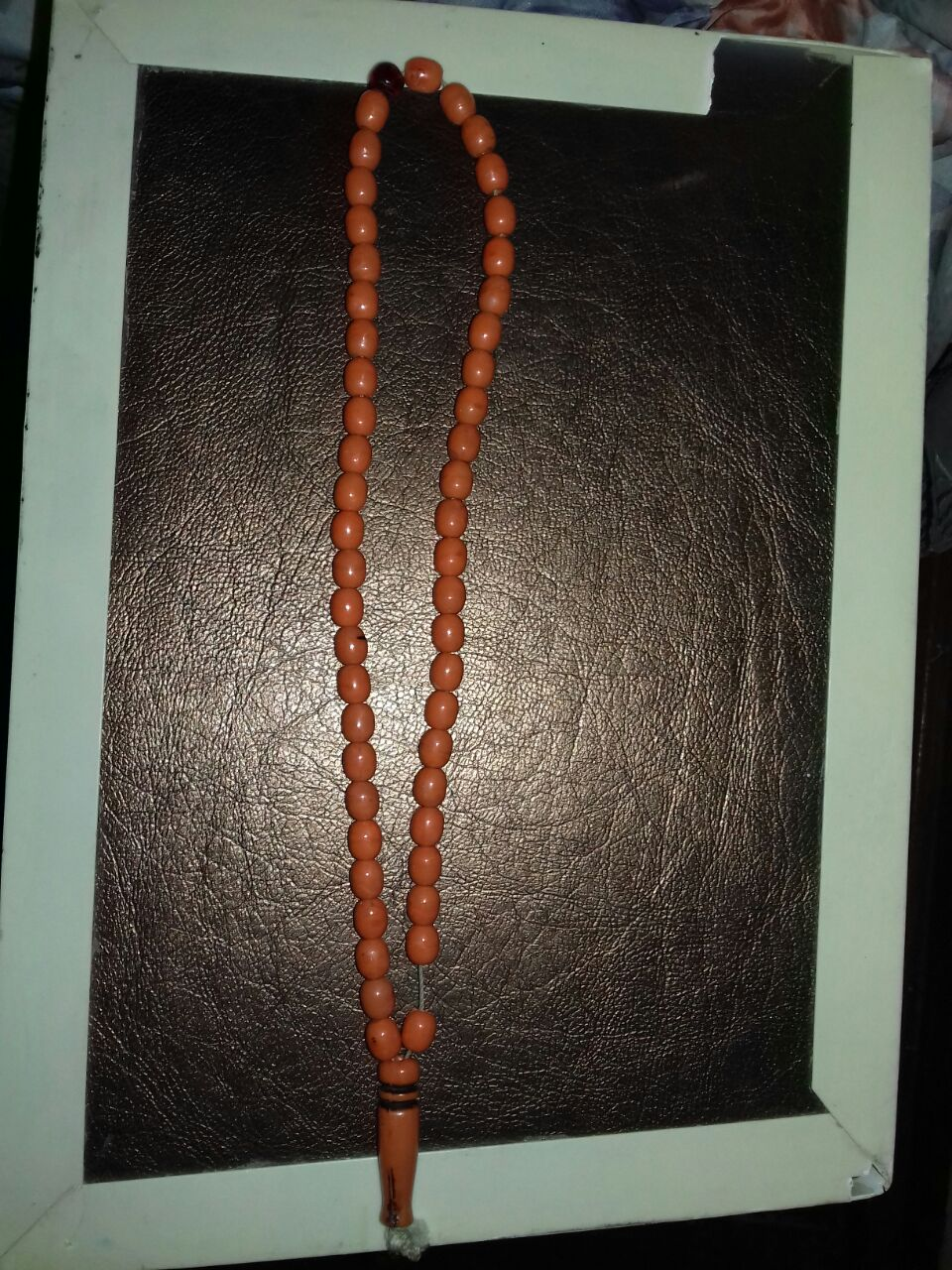

.4 وسام الحرب الوطنية